# 미카사시
미카사시(일본어: 三笠市)는 일본 홋카이도의 소라치 종합진흥국 관내 남부에 있는 시이다.
탄광으로 번창했지만 잇따른 폐광으로 인구가 급격히 감소했다. 홋카이도의 석탄과 철도, ‘홋카이도 민요’의 발상지이며 미카사 멜론으로 유명하다.
지명은 메이지 시대에 존재한 소라치 집치감 건물의 뒷산이 나라의 미카사산과 비슷하게 보이는 것에서 유래했다.

## 지리
소라치 지방 남부에 위치하고, 서쪽 이외의 세 방면이 산으로 둘러싸인 지형이다. 동부에는 가쓰라자와호가 있다. 에조미카사류나 암모나이트 등 많은 화석이 발견된다.

## 역사
- 1868년 - 호로나이에서 양질의 석탄이 발견되었다.
- 1879년 - 호로나이 탄광이 개설되었다.
- 1882년 11월 13일 - 관영 호로나이 철도의 전 노선이 개통하고 호로나이역이 개설되었다.
- 1906년 - 소라치군 호로나이촌, 이쿠슌베쓰촌, 이치키시리촌 일부가 합병해 소라치군 미카사야마촌이 되었다.
- 1942년 - 정으로 승격 및 개칭해 소라치군 미카사정이 되었다.
- 1957년 - 시로 승격해 미카사시가 되었다.
- 1989년 - 호쿠탄 호로나이 탄광이 폐광했다.

## 경제
예전에는 탄광 도시로 번창했지만 탄광의 잇따르는 폐광으로 인구가 급격히 감소했다. 홋카이도에서 최고의 갱내굴탄광 중 하나였던 기타스미 호로나이 탄광이 1989년에 폐광하면서 경제가 현저하게 쇠락했다. 현재는 공업과 농업이 기간산업이다. 미카사 공업단지, 미카사 제2공업단지가 있다.

## 교통

### 도로
- 도오 자동차도
- 국도 12호선
- 국도 452호선

## 자매 도시
- 중국 쓰촨성 쯔궁시(1990년)